# اسپور کلاب
اسپور کلاب (انگلیسی: Sport Klub) یک کانال ورزشی اروپایی است که از سال ۲۰۰۶ در صربستان، بوسنی، هرزگوین، مونته‌نگرو و اسلوونی فعالیت می‌کند. پخش برنامه‌های این کانال در سال ۲۰۰۷ در کرواسی و در جمهوری مقدونیه در سال ۲۰۱۱ آغاز شد.
این شبکه در زمینه مسابقات ورزشی مختلف، از جمله فوتبال، هاکی روی یخ، بسکتبال، گلف، تنیس، اتحادیه راگبی و دیگر موارد از جمله مسابقات رادیویی پخش فعالیت می‌کند.